# Ture Nerman

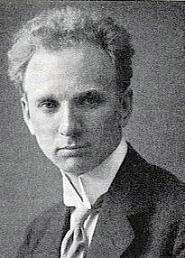
Ture Nerman

Ture Nerman (Norrköping, 18 mei 1886 - Stockholm, 7 oktober 1969) was een Zweedse socialistische politicus en journalist. Tijdens de Tweede Wereldoorlog was hij redacteur van Trots Allt! ("Ondanks alles!"), een antinazistische krant. Hij was parlementslid van 1946 tot 1953. Op Kungsholmen, een van de eilanden van Stockholm, is een straat naar hem vernoemd.
Ture Nerman was vegetariër en geheelonthouder. Alcoholmisbruik was een groot sociaal probleem in het Zweden van het begin van de 20e eeuw. Het ging door alle lagen van de bevolking heen, maar maakte zijn meeste slachtoffers onder de arbeiders. Ture Nerman vond dat alcohol de arbeidersklasse passief en neerslachtig maakte, waardoor ze niet voor haar rechten opkwam.
- Bibliothèque nationale de France: cb143120405 (data)
- Gemeinsame Normdatei: 134187040
- International Standard Name Identifier: 0000 0000 5384 6019
- KulturNav: 64c05596-d272-43cb-baa5-4b33f9244bae
- Library of Congress Control Number: n78093342
- MusicBrainz: 1369fc41-8394-4eaf-b448-2f4b850e1e78
- Nationale Bibliotheek van Tsjechië: xx0260852
- Nationale Bibliotheek van Israël: 987007274697905171
- Nederlandse Thesaurus van Auteursnamen: 162587902
- LIBRIS: 205333
- Système universitaire de documentation: 170729478
- Virtual International Authority File: 45513656
- WorldCat: E39PBJm4XVkp9Y6CbjhmJrFMyd